# Cassolus pongchaii
Cassolus pongchaii är en skalbaggsart som beskrevs av Masumoto 1989. Cassolus pongchaii ingår i släktet Cassolus och familjen bladhorningar. Inga underarter finns listade.